# Monti Jam-Alin'
I monti Jam-Alin' (in russo Ям-Али́нь?) sono una catena montuosa dell'estremo oriente russo.
La catena si allunga per circa 180 chilometri a cavallo del confine fra la parte centrale del Territorio di Chabarovsk e l'oblast' dell'Amur; culmina ad una quota di 2.295 metri (monte Gorod-Makit). La catena divide i bacini idrografici dei fiumi Selemdža (ad est) ed Amgun' (ad ovest).
I monti sono coperti, fino a circa 1.500 metri di quota, dalla foresta boreale di conifere (prevalentemente larici); al di sopra si estende la tundra montana, caratterizzata da vegetazione arbacea o di alberi nani (Pinus pumila o pino nano siberiano).